# 藤村耕治
藤村耕治（ふじむら こうじ）は、日本の文学者。法政大学文学部教授。専門は近現代日本文学。

## 略歴
1984年、千葉県立佐倉高等学校卒業。1989年 - 法政大学文学部日本文学科卒業。
1992年、株式会社クリエイティブスタッフ（日能研）国語科講師。
1998年、法政大学大学院人文科学研究科 日本文学 博士後期単位取得満期退学。
2005年、法政大学文学部日本文学科助教授。2011年 - 法政大学文学部日本文学科教授。

## 著作等

### 共著
- 『「小田切秀雄の文学論争」小田切秀雄の転向論』（菁柿堂、2005年）
- 『国際日本学研究叢書15　地域発展のための日本研究－中国、東アジアにおける人文交流を中心に』（法政大学国際日本学研究センター、2012年）
- 『私小説ハンドブック』（勉誠出版、2014年）
- 『高橋和巳の文学と思想―ーその〈志〉と〈憂鬱〉の彼方に』（コールサック社、2018年）
- 『日本文芸研究特講・現代（第二版）』（法政大学通信教育部、2020年）

### 論文
- 『高橋和巳「邪宗門」考 』（日本文学誌要44、1991年）
- 『『捨子物語』の世界―高橋和巳の抒情性』（日本文学誌要50、1994年）
- 『〈関係〉への夢「我が心は石にあらず」論』（日本文学誌要63、2001年）
- 『高橋和巳の〈文学〉観－「文学の責任」をめぐって』（日本文学誌要、(85)、2012年）など

## 専門分野
- 人文・社会
- 近現代日本文学[2]